# 西夸伊島

1°7′39.07″S 100°21′9.1″E / 1.1275194°S 100.352528°E
西夸伊島是印度尼西亞的島嶼，由西蘇門答臘省負責管轄，面積0.44平方公里，島上仍有天然熱帶雨林，當局將該島發展為旅遊地點，度假區佔地0.02平方公里。

## 外部連結
- （英文） （印尼文） New Sikuai Island Resort
- （英文） Best destinations of 2010 （页面存档备份，存于）